# 单荣范
单荣范（1940年1月—），男，吉林榆树人，中华人民共和国政治人物，曾任中共黑龙江省委副书记，黑龙江省人大常委会副主任，第八、九、十届全国人大代表。